# مشعل عبدالله
مشعل عبدالله (انگلیسی: Meshal Abdullah؛ زاده ۲ مهٔ ۱۹۸۴) یک بازیکن فوتبال اهل قطر است.
وی همچنین در تیم ملی فوتبال قطر بازی کرده‌است.